# 肖西·圖庫阿霍
肖西·圖庫阿霍是一名湯加政治人物，於1890年至1893年期間擔任湯加首相。乔治·图普二世成為湯加國王後，指责他没有將一艘船只隔離，而該船只将麻疹傳入湯加。乔治·图普二世隨後将他解职。